# 果仁蛋白餅

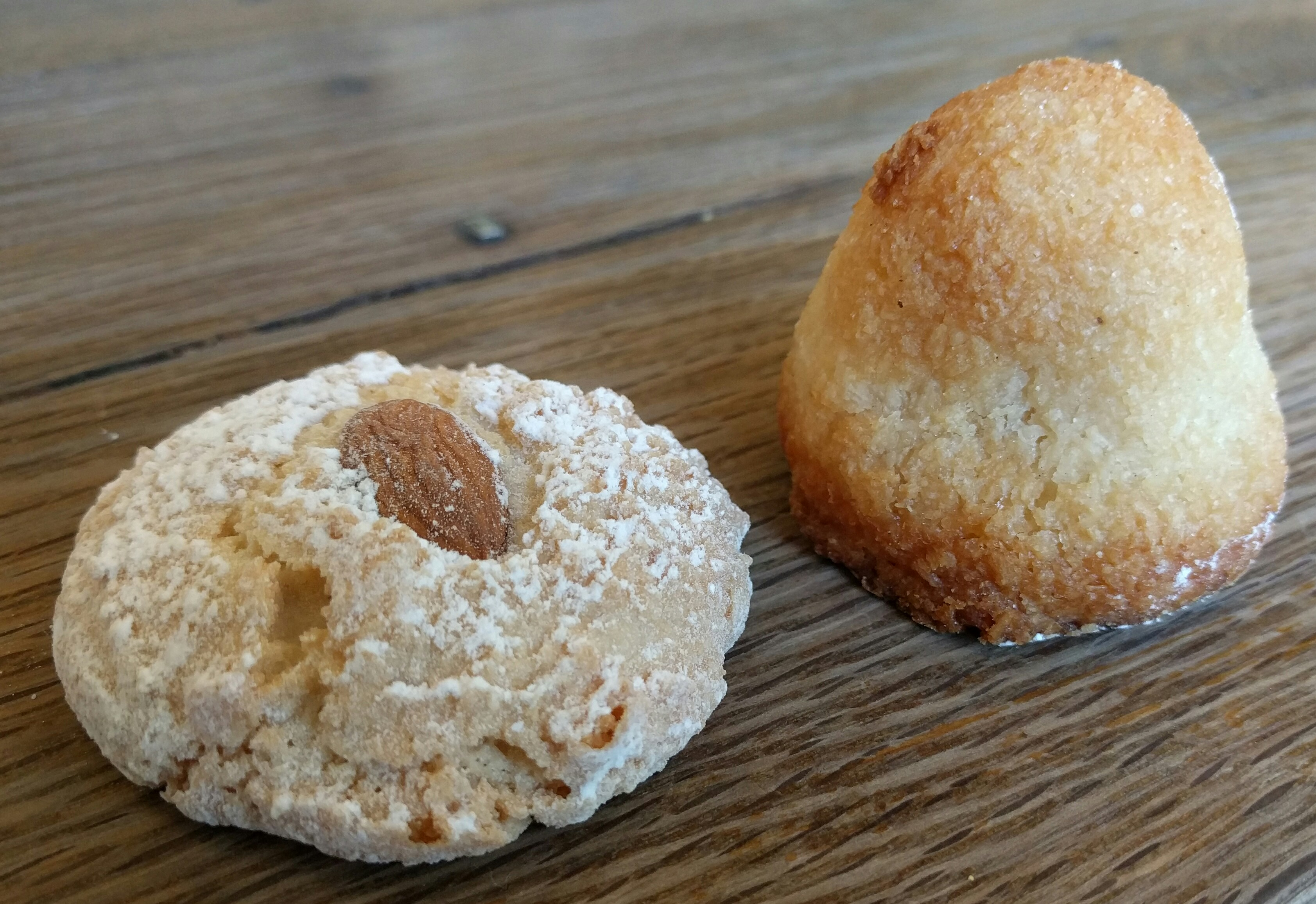
扁桃蛋白餅和椰丝蛋白饼

果仁蛋白餅（英語：macaroon），是一種無酵餅，由果仁和蛋白制成。按果仁种类可分为椰丝蛋白饼（英語：coconut macaroon）、扁桃蛋白饼（英語：almond macaroon）等。
果仁蛋白餅與逾越節聯繫在一起，因為猶太人在節日期間不吃任何由麵粉發酵而製成的食物。常在其中加入馬鈴薯泥增加營養。
果仁蛋白餅於1792年在義大利中的修道院發明。英文名字源自義大利詞（意為糊、膏）。在法國大革命期間，二位加爾默羅修會的修女掩藏南锡鎮中，烘烤和售賣果仁蛋白餅來賺生活費用。因而出名，人稱“果仁蛋白餅姐妹”。果仁蛋白餅食譜傳到歐洲的阿什肯納茲猶太人，成為逾越節膳食。